# إتش فرانك لورانس
إتش فرانك لورانس (بالإنجليزية: H. Frank Lawrence)‏ هو مدرب كرة سلة أمريكي، ولد في 22 ديسمبر 1897 في غالاتين في الولايات المتحدة، وتوفي في 7 أغسطس 1970 في سان دييغو في الولايات المتحدة.